# 撒哈拉泵理论
撒哈拉泵理论（英語：Sahara pump theory）是一个假说，解释了探讨动物群和植物群通过黎凡特地区的大陆在欧亚大陆和非洲大陆之间的传播过程。假说认为，历史上在非洲大陆曾存在一段长达数千年的多雨期，使得撒哈拉地区潮湿且植被丰富，内有大量河流与湖泊。这也解释了撒哈拉沙漠发现的动物、植物痕迹。